# Erik Mellbin
Erik Hugo Mellbin (* 30. Juni 1901 in Göteborg; † 30. Oktober 1955 ebenda) war ein schwedischer Segler.

40-m²-Schärenkreuzer

## Erfolge
Erik Mellbin, der für den Göteborgs Kungliga Segelsällskap (deutsch Göteborgs Königliche Segelgesellschaft) segelte, sicherte sich 1920 in Antwerpen bei den Olympischen Spielen in der 40-m²-Klasse die Silbermedaille. Er war neben Percy Almstedt und Ragnar Svensson unter Skipper Gustaf Svensson Crewmitglied der Elsie, eines von zwei Booten seiner Klasse im Wettbewerb. 
Beide Yachten kamen aus Schweden, zwischen denen es keinen wirklichen Wettkampf auf dem Wasser gab. Die Regatta bestand aus drei Wettfahrten. In der ersten wurden beide teilnehmenden Yachten Sif und Elsie disqualifiziert, da sie nicht den korrekten Kurs gesegelt waren. In der zweiten Wettfahrt gewann Sif, da Elsie Probleme mit ihrer Takelage hatte und die Wettfahrt nicht beenden konnte. Elsie konnte diese Probleme bis zur dritten Wettfahrt nicht beheben und deshalb nicht starten. So segelte Sif allein den Kurs ab und gewann die Goldmedaille.